# Holzpflanzen
Zu den Holzpflanzen zählen Bäume, Sträucher und Lianen. Die Achsen sind holzig und haben ein sekundäres Dickenwachstum. Es gibt mehr als 70.000 Baumarten in der Welt. Bambus- und Palmengewächse haben zwar auch verholzte Achsen, aber kein sekundäres Dickenwachstum, daher gelten sie nicht als Holzpflanzen; als Lebewesentypen gehören sie zu den Gräsern bzw. Palmengewächsen.

## Morphologie
Holzpflanzen sind Gefäßpflanzen und bestehen aus Wurzel, Sprossachsen, Laubblättern und Blüten, die weiblichen Teile werden nach der Befruchtung zu Früchten mit Samen. Die Sprossachsen sind verholzt und haben sekundäres Dickenwachstum. Sie bilden Bäume mit Stämmen und arttypischen Kronen oder Sträucher oder Lianen. Die Bäume können nur wenige Zentimeter bis über 100 m hoch werden und sind die größten Landlebewesen. Die Laubblätter sind arttypisch geformt, bei den Coniferopsida meist nadelförmig. Wie die Blüten sind die Früchte entsprechend vielgestaltig, bei den Coniferopsida sind es Zapfen. 
Als Lebensform sind Holzpflanzen meist Phanerophyten. Allerdings gehören auch niedrige Straucharten und Zwergsträucher mit weniger als 50 Zentimeter Wuchshöhe, die als Chamaephyten eingeordnet werden, zu den Holzpflanzen.

## Systematik
Domäne: Eukaryoten
ohne Rang: Diaphoretickes
ohne Rang: Archaeplastida
ohne Rang: Chloroplastida
ohne Rang: Charophyta
Reich: Landpflanzen / Embryophyta
Abteilung: Gefäßpflanzen
Unterabteilung: Samenpflanzen
Die Holzpflanzen sind keine monophyletische Gruppe; es sind Vertretern der
- Klasse Ginkgopfanzen mit der einzigen Ordnung Ginkgoales,  der

- Klasse Coniferopsida mit allen Ordnungen und der

- Klasse Bedecktsamer mit vielen Ordnungen, unter anderem:
  - Austrobaileyales
  - Canellales
  - Pfefferartige
  - Magnolienartige
  - Lorbeerartige
  - Schraubenbaumartige
  - Hahnenfußartige
  - Silberbaumartige
  - Trochodendrales
  - Buchsbaumartige
  - Weinrebenartige
  - Rosenartige
  - Buchenartige
  - Spindelbaumartige
  - Malpighienartige
  - Seifenbaumartige
  - Malvenartige
  - Berberidopsidales
  - Sandelholzartige
  - Hartriegelartige
  - Enzianartige
  - Lippenblütlerartige
  - Stechpalmenartige
  - Kardenartige
  - Heidekrautartige

## Evolution
Baumförmige Holzpflanzen sind zuerst bei den Nacktsamigen Pflanzen Im Perm vor 260 Mio. Jahren aufgetreten, erste Laubhöizer in der Kreide vor ungefähr 100 Mio. Jahren. Älteste fossile Vertreter sind die Cordaiten und Voltziales, die bis 30 m hoch waren.

## Vermehrung
Die sexuelle Fortpflanzung erfolgt über Blüten mit weiblichen Fruchtblättern und männlichen Pollen. Die Bestäubung bei den Coniferopsida geschieht durch Wind, bei den Bedecktsamern durch tierische Bestäuber (Insekten, Vögel u. a.).

## Lebensraum / Verbreitung
In der borealen Zone gibt es verbreitet Taiga-Nadelwälder, in der Subarktis die Zwergweiden-Tundra, in der gemäßigten Klimazone sommergrüne Laubwälder, teilweise mit Nadel- bzw. Mischwäldern und die submeridionale Zone enthält sommergrüne Trockenwälder. In den Tropen gibt es feucht-tropische Wälder oder Trockenwälder, in den Savannen Galeriewälder und an den Meeresküsten Mangrovenwälder. Holzpflanzen sind weltweit verbreitet.

## Ökologie
Meist bilden Holzpflanzen mit Pilzen Mykorrhiza-Symbiosen. Sträucher und Baumkronen sind geschützte Lebensräume für Vögel u. a. Tiere. Pflanzenfresser und Fruchtfresser ernähren sich von Laubblättern und Früchten. Larven von Insektenarten leben im Holz. Einige krautige Samenpflanzen parasitieren auf Holzpflanzen. Im Tropischen Regenwald nutzen Epiphyten die Baumkronen als lichte Habitate. Holzpflanzen sind die Basis für unterschiedliche Wald- und Gebüsch-Gesellschaften.

## Nutzung
Holzpflanzen, vor allem Baumstämme, liefern Bauholz für Häuser, Möbel, Musikinstrumente usw. Aus Holz wird Papier, Cellulose für Dämmstoffe und Fasern hergestellt. Außerdem wird Holz zur Gewinnung von Wärmeenergie verbrannt. Schon seit langer Zeit werden Laub und Früchte oder Samen von Holzpflanzen als Futter für Nutztiere verwendet. Einige Holzpflanzen liefern Früchte oder Samen für die menschliche Ernährung (Obst, Nüsse von Obstbäumen und Beerensträuchern), oft aus der Ordnung Rosenartige.
Als Lieferanten von Gewürz- und Genussdrogen sind zu nennen: der Muskatnussbaum aus der Ordnung Magnolienartige, der Teestrauch aus der Ordnung Heidekrautartige, der Kaffeestrauch aus der Ordnung Enzianartige, der Kakaobaum aus der Ordnung Malvenartige, der Ceylon-Zimtbaum und die Zimtkassie, beide aus der Ordnung Lorbeerartige und die Weinreben aus der Ordnung Weinrebenartige. In Afrika haben die Affenbrotbäume aus der Ordnung der Malvenartige eine große Bedeutung.
Holzpflanzen werden als Zier- und Nutzpflanzen in Gärten und Parks und an Straßen gepflanzt. Als Hecken und Wallhecken schützen sie gegen Sonne und Wind und sind gleichzeitig wertvolle Ökotope. In der Agroforstwirtschaft werden Holzpflanzen gemeinsam mit Feldfrüchten angebaut.